# Vaulnaveys-le-Bas
Vaulnaveys-le-Bas ist eine französische Gemeinde mit 1.379 Einwohnern (Stand: 1. Januar 2022) im Département Isère in der Region Auvergne-Rhône-Alpes. Sie gehört zum Arrondissement Grenoble, zum Kanton Oisans-Romanche und zum Kommunalverband Grenoble-Alpes-Métropole.

## Geographie
Die Gemeinde Vaulnaveys-le-Bas liegt in den Vorbergen am westlichen Rand des Oisans-Massivs, elf Kilometer südsüdöstlich von Grenoble. Das Gemeindegebiet wird vom Flüsschen Vernon durchquert. Umgeben wird Vaulnaveys-le-Bas von den Nachbargemeinden Vaulnaveys-le-Haut im Norden und Osten, Séchilienne im Südosten und Süden, Vizille im Südwesten sowie Brié-et-Angonnes im Westen und Nordwesten.

## Bevölkerungsentwicklung
| Jahr                       | 1962 | 1968 | 1975 | 1982 | 1990 | 1999 | 2006 | 2012 | 2021 |
| -------------------------- | ---- | ---- | ---- | ---- | ---- | ---- | ---- | ---- | ---- |
| Einwohner                  | 445  | 420  | 562  | 774  | 867  | 1173 | 1099 | 1214 | 1360 |
| Quellen: Cassini und INSEE |      |      |      |      |      |      |      |      |      |

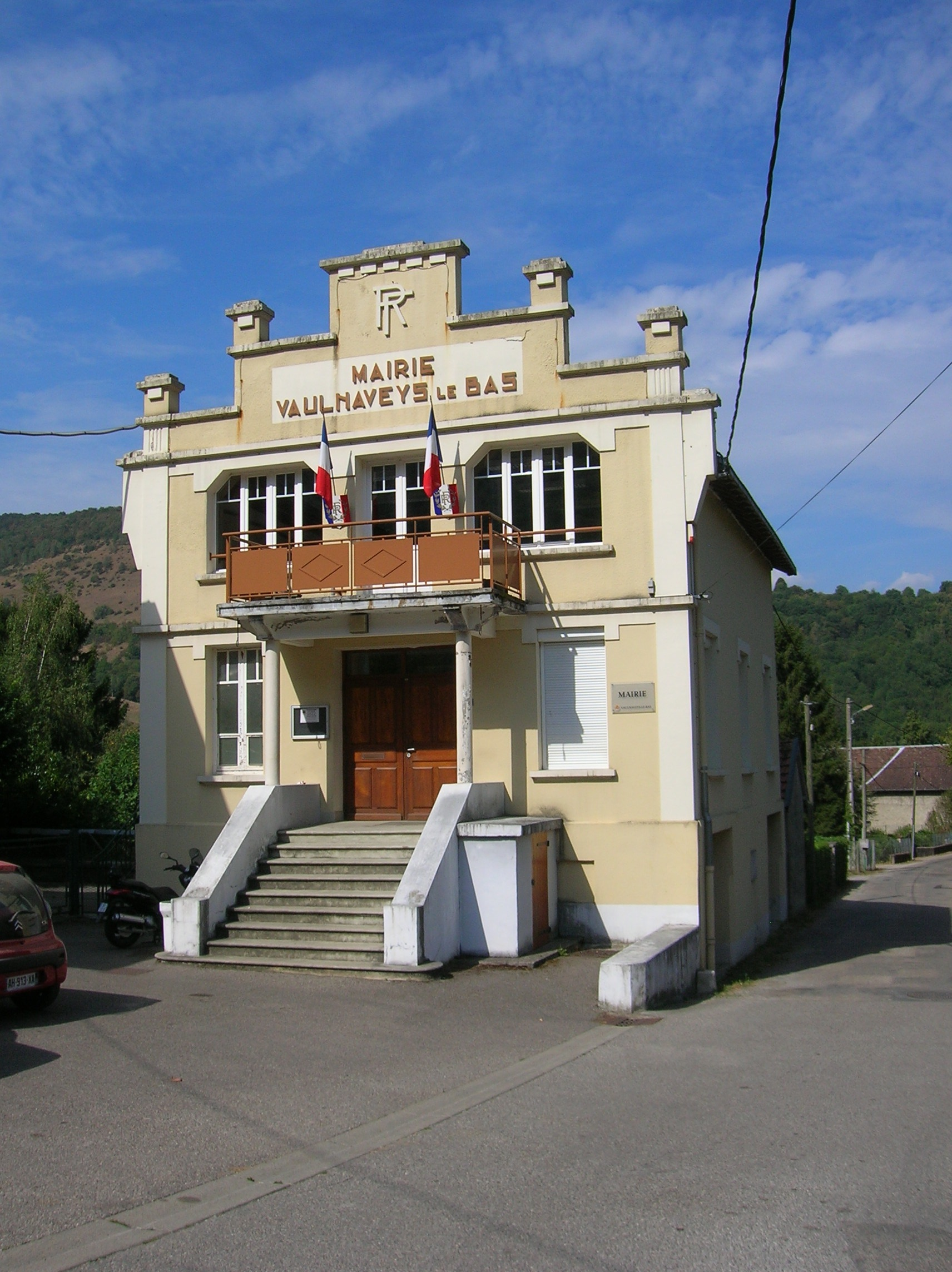
Mairie (Rathaus)
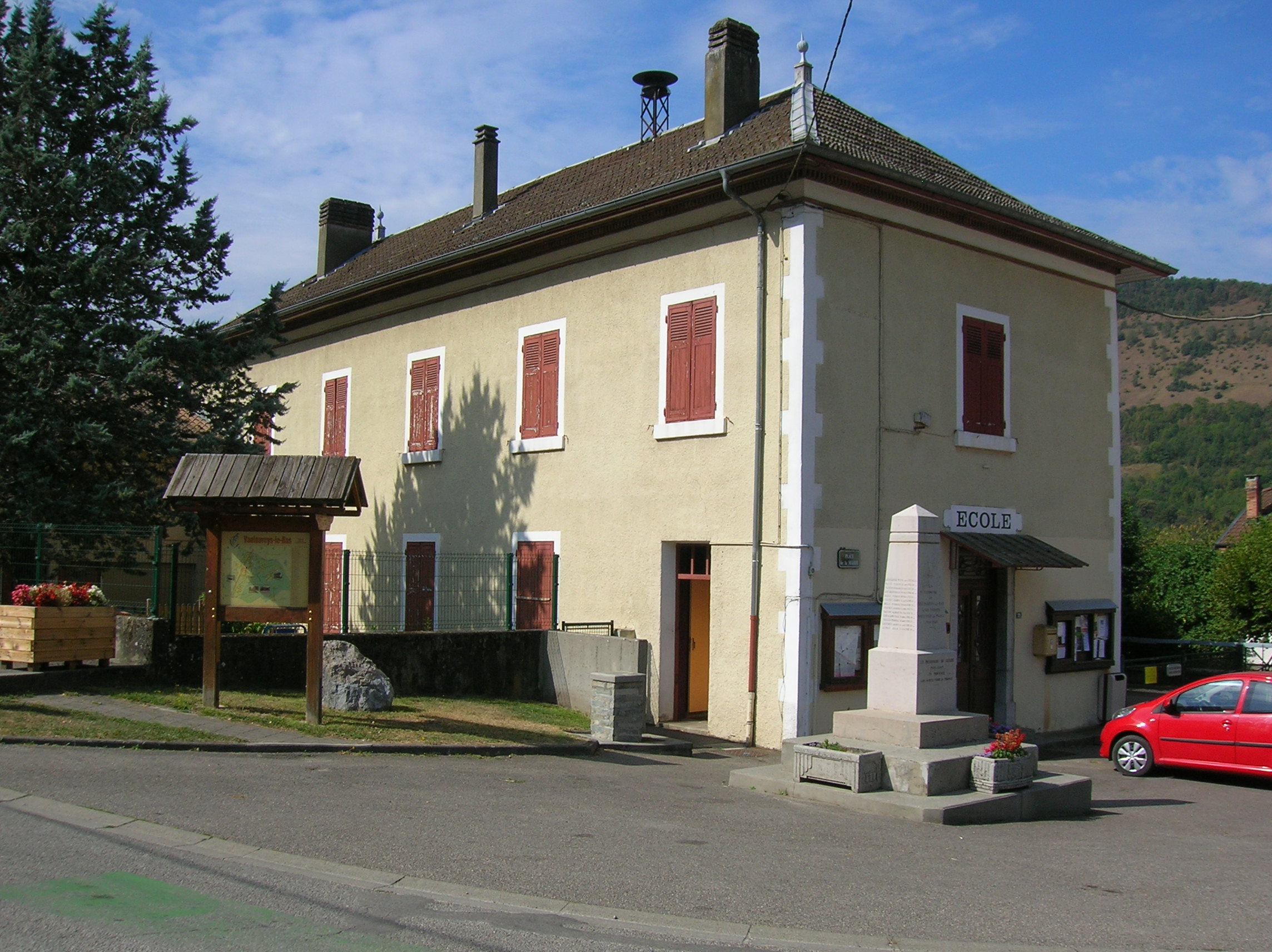
Schule
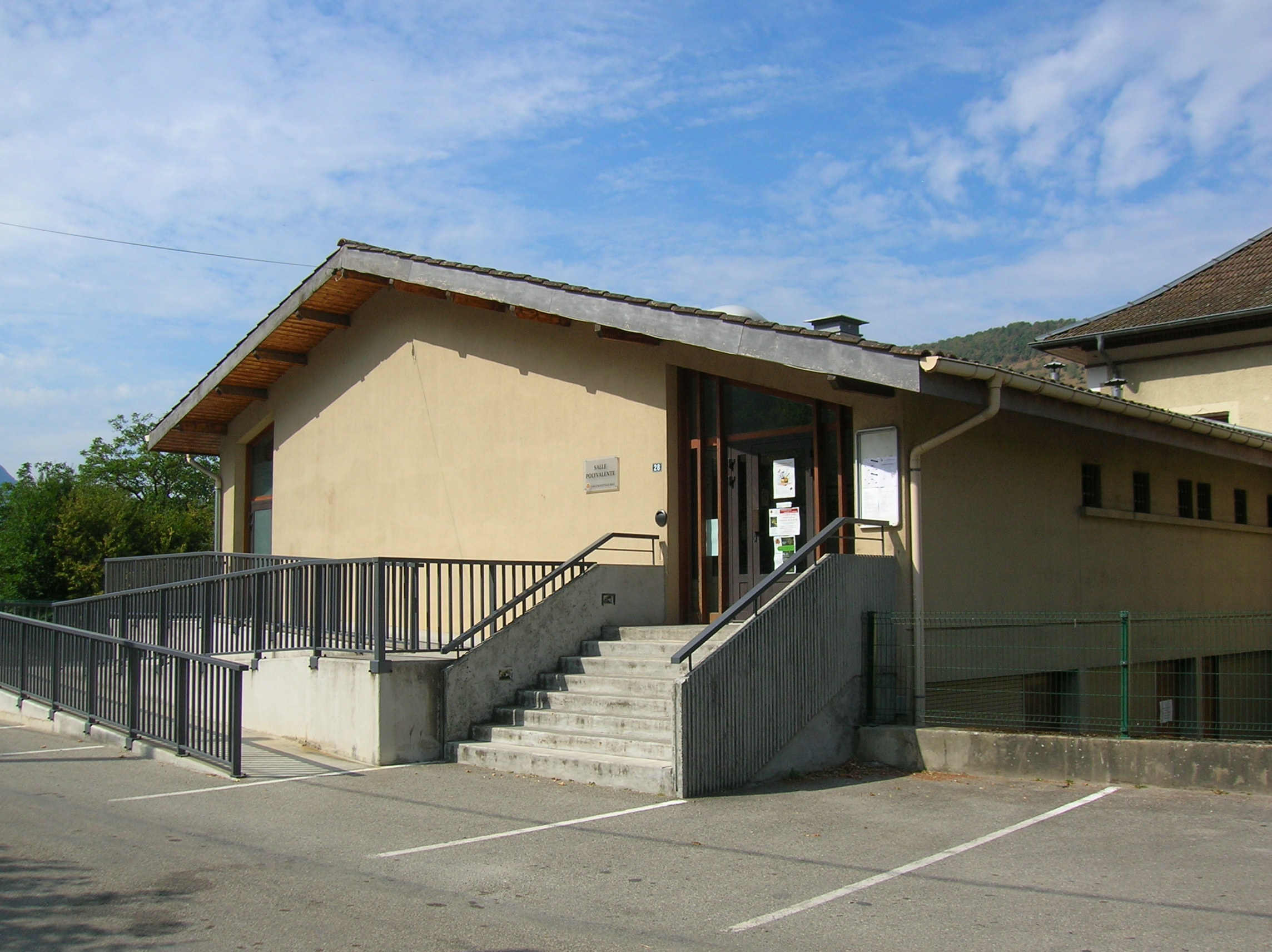
Gemeindefesthalle
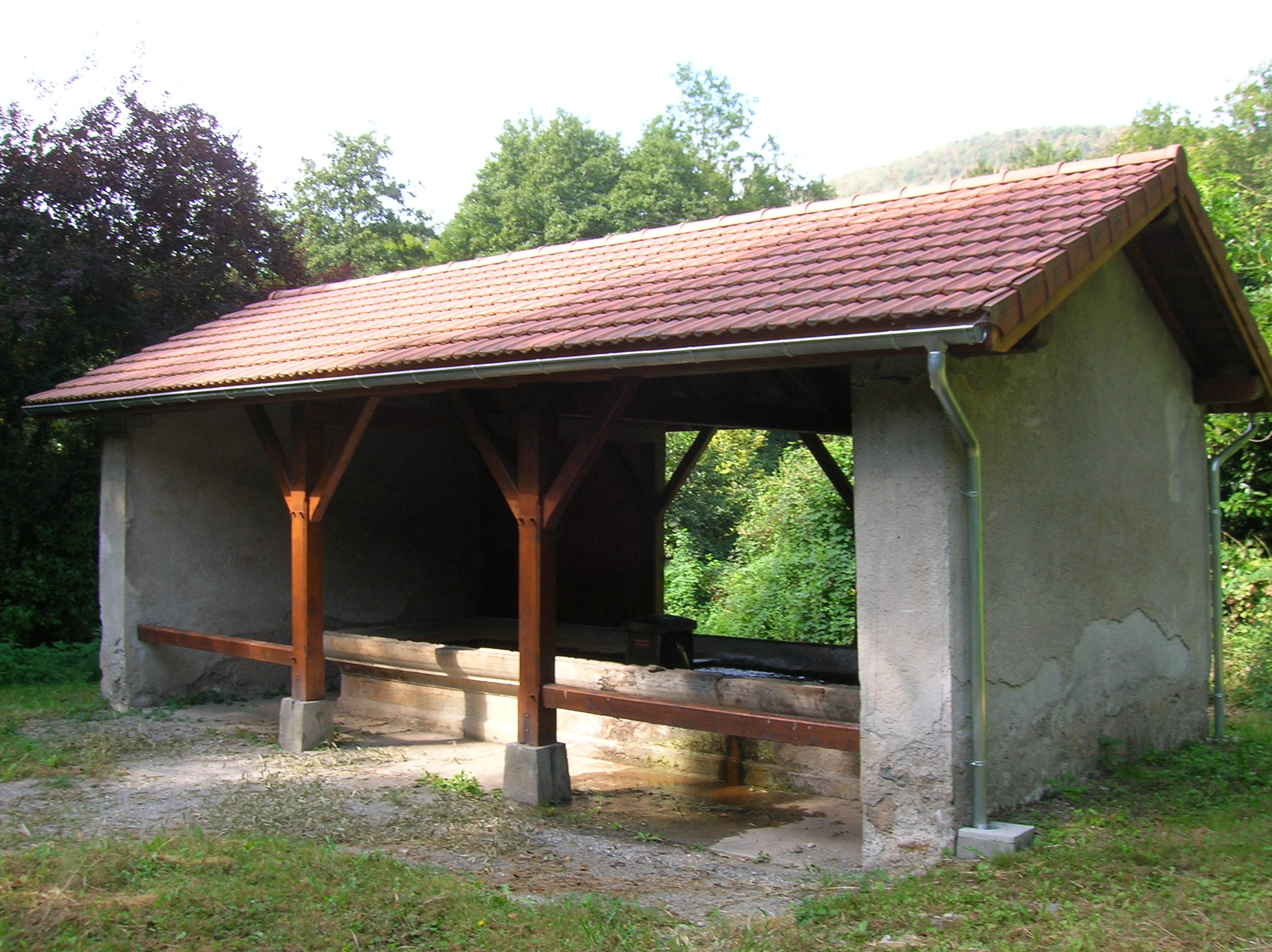
Lavoir
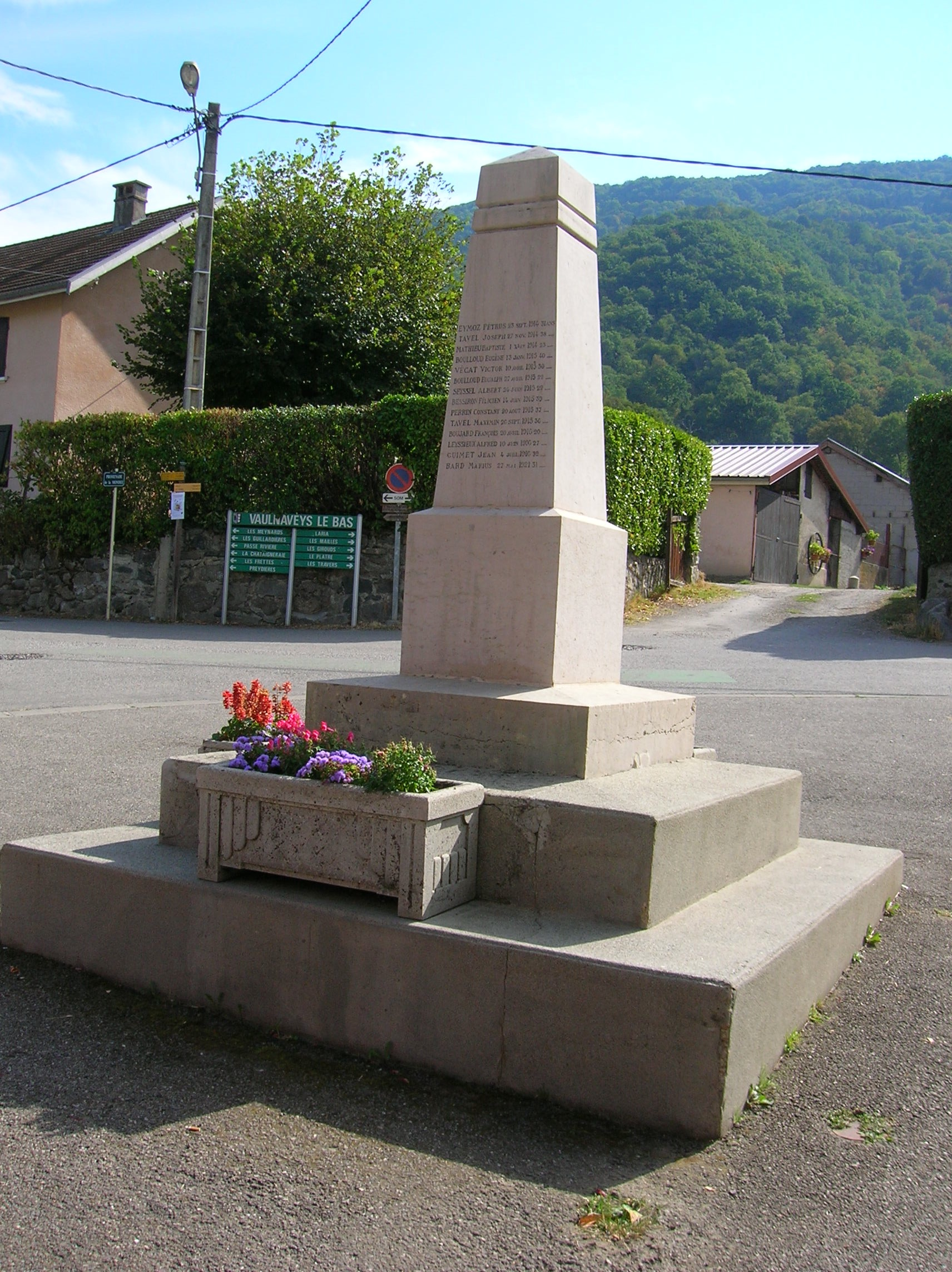
Gefallenendenkmal

## Sport
Im Jahr 2022 führte die 13. Etappe der 109. Austragung der Tour de France durch Vaulnaveys-le-Bas. Auf der Route de Brie Angonnes (D5) wurde mit der Côte de Brié (450 m) eine Bergwertung der 3. Kategorie abgenommen. Sieger der Bergwertung war der Italiener Filippo Ganna.